# Dos de Mayo (Ucayali)
Dos de Mayo es una localidad peruana, capital de distrito de Sarayacu, provincia de Ucayali, al sur del departamento de Loreto.

## Descripción
Dos de Mayo es una localidad a orillas del río Ucayali, aunque es la capital del distrito, el poblado de Tierra Blanca lo supera en movimiento económico.
En junio de 2019 se comunicó que el gobierno peruano evalúa construir una vía carretera que una los gobiernos de San Martín y Loreto, y uno de los lugares en donde pasaría la vía sería Dos de Mayo.